# جون أندرو سينغلتون
جون أندرو سينغلتون (بالإنجليزية: John Andrew Singleton) هو سياسي أمريكي، ولد في 30 يوليو 1895 في أوماها في الولايات المتحدة، وتوفي في 1 أغسطس 1970 في سانت توماس في الولايات المتحدة. حزبياً، نشط في الحزب الجمهوري.